# Anna Moliner i Sabadell
Anna Moliner (Badalona, 1984) és una actriu catalana.
Va estudiar Comunicació Audiovisual a la Universitat Pompeu Fabra de Barcelona. L'any 2004, quan encara estava estudiant, es va presentar al càsting de Mar i cel de Dagoll Dagom. Durant cinc anys va col·laborar amb la companyia en projectes com Boscos endins o la sèrie La sagrada família, mentre alhora actuava també al Super3. També ha treballat a les sèries Cites, Tiempos de guerra, Las chicas del cable, La catedral del mar, entre d'altres.
De 2009 a 2011 va formar part del projecte T6 del TNC, juntament amb Àngels Poch, Jordi Banacolocha, Míriam Iscla, i va representar sis projectes de diferents dramaturgs. El 2013, va actuar en la producció del TNC Barcelona, dirigida per Pere Riera. L'any 2014 va presentar l'àlbum de temes propis Scents.
Moliner ha estat guardonada al llarg de la seva carrera. Ha guanyat el Premi Gran Via a la millor actriu revelació (2006), el Premi Butaca a la millor actriu musical (2008 i 2019) i dos Premis de la Crítica (2016 i 2019).

## Trajectòria
Teatre
- 2004: Mar i cel com a Maria, dona morisca.

Televisió
- 2010-2011: La sagrada família com a Janis.
- 2012: Kubala, Moreno i Manchón com a Regina.
- 2013-2014: Club Super 3 com a Tru.
- 2016: Cites com a Victòria.
- 2017: Tiempos de guerra com a Magdalena Medina per Antena 3.
- 2018: La catedral del mar com a Margarida Puig.
- 2018 : Las chicas del cable com a Lucía per Netflix.
- 2019: Días de Navidad com a Adela jove per Netflix.
- 2023. Això no és Suècia[9]
- 2024: ¿A qué estás esperando?[10]

Discografia
- 2014: Scents (àlbum).[11]

Cinema
- 2023. La ternura com princesa Salmón.